# 李宏男
李宏男（1957年8月—），男，辽宁沈阳人，中国结构抗震专家，大连理工大学教授。现任大连理工大学建设工程学部部长。长期从事结构抗震方面的研究工作，提出多维地震动随机模型，开创结构多维抗震理论与设计方法。

## 生平
2016年3月，担任沈阳建筑大学副校长。

## 社会兼职
担任《地震工程与工程振动》编委会副主任，同时也是《建筑结构学报》、《工程力学》等多个专业杂志编委。

## 奖项和荣誉
2005年作为第一完成人获教育部提名国家科技进步二等奖。入选长江学者奖励计划特聘教授，获国家杰出青年科学基金资助。